# Agylla nivea
Agylla nivea là một loài bướm đêm thuộc phân họ Arctiinae, họ Erebidae.